# Królik miniaturowy

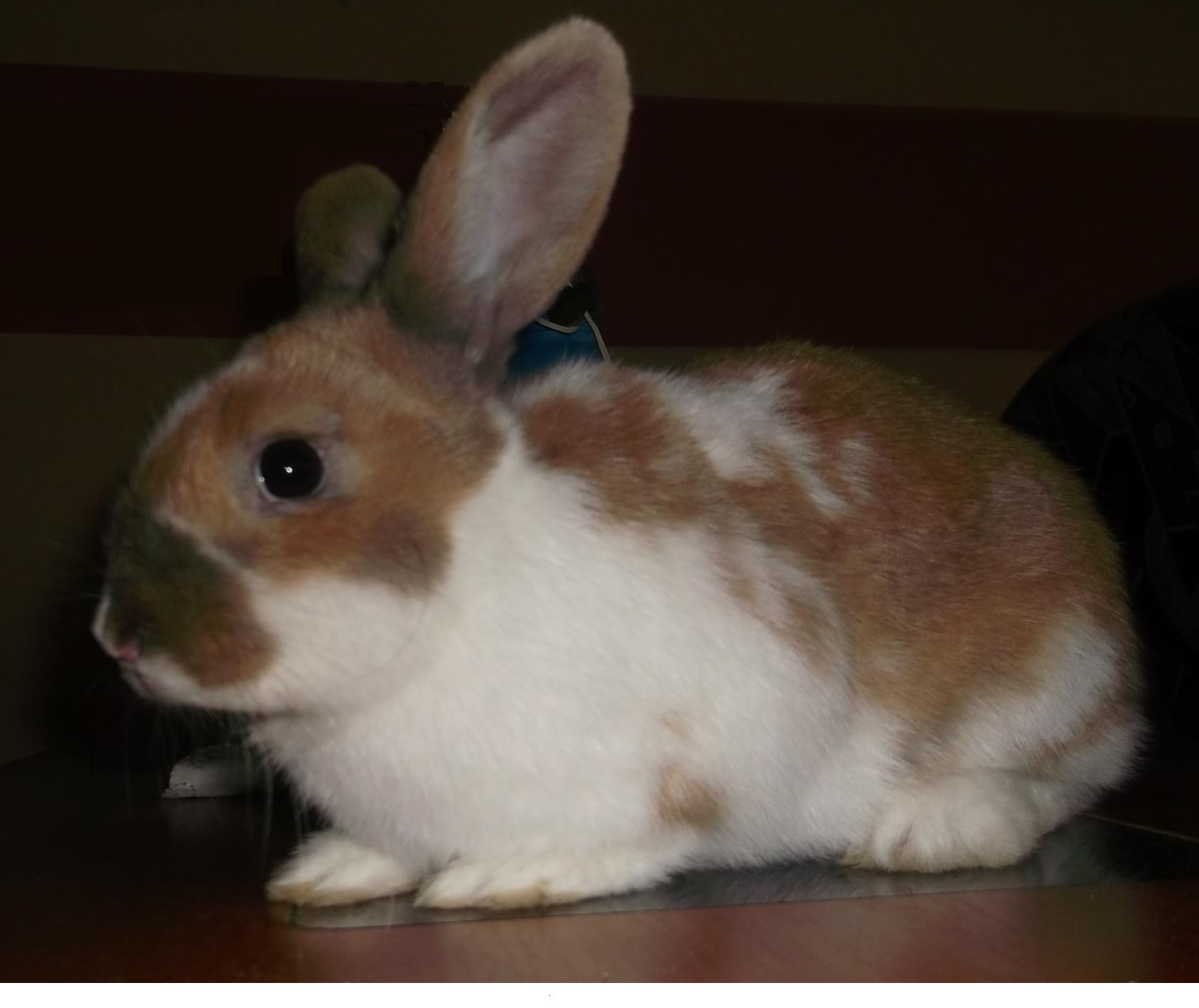
Królik miniaturowy

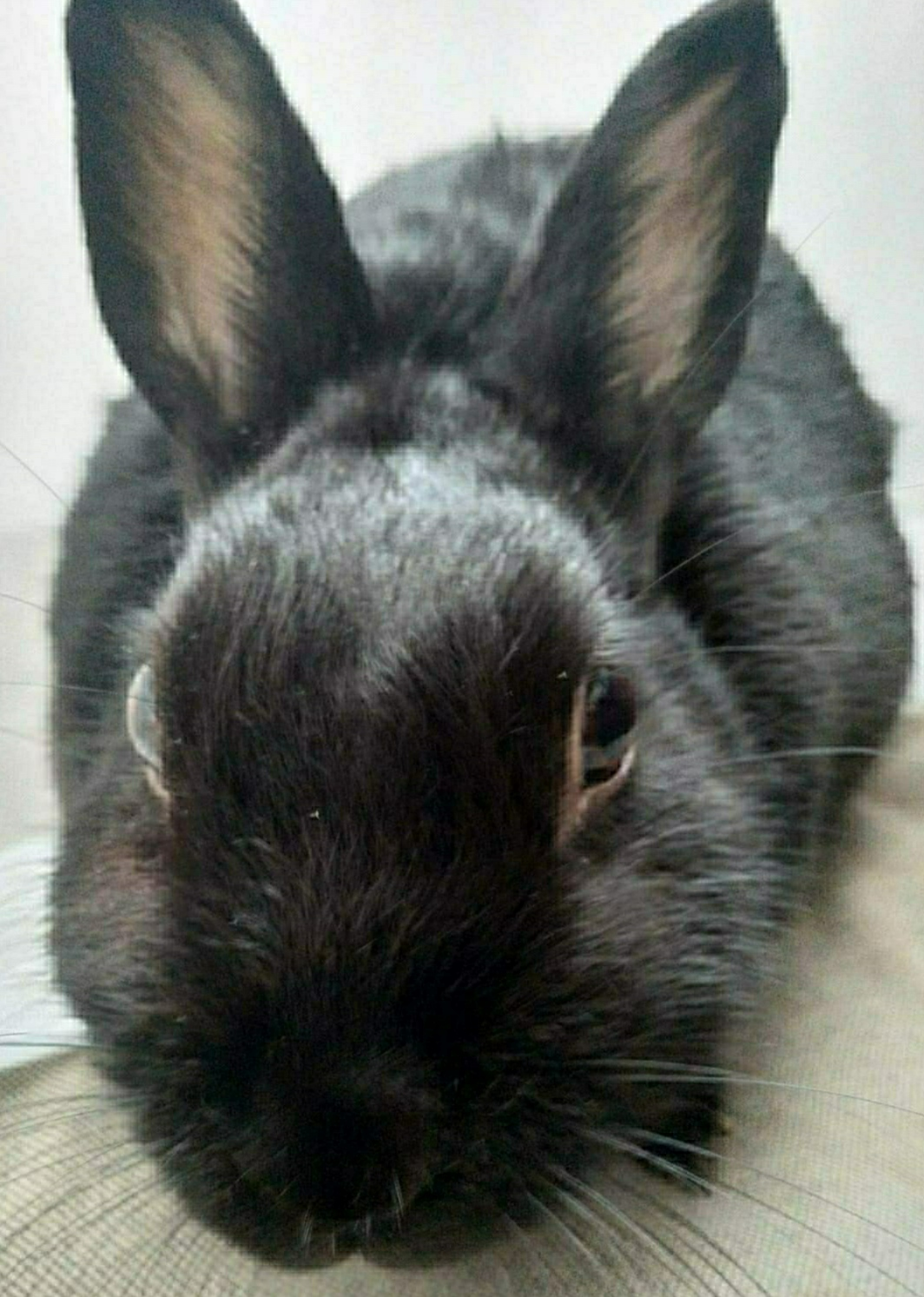
Królik miniaturka

Królik miniaturowy – grupa ras udomowionego królika europejskiego, zajęczaka z rodziny zającowatych. Popularne zwierzę domowe. Nierasowe miniatury charakteryzują się wielkością i masą, dochodzącą do 3,5 kg. Mają też dłuższe i wyraźnie oddzielone od siebie uszy (do 11 cm). Wszystkie rasy miniatur pochodzą od dzikiego królika, zamieszkującego pierwotnie Hiszpanię. Pierwszą rasą królika miniaturowego był królik gronostajowy wyhodowany w Anglii, charakteryzujący się białym futerkiem.

## Historia
Prace nad królikami miniaturowymi rozpoczęto na początku XX wieku. Hodowcy chcieli uzyskać zwierzę niewielkie, przyjazne, będące dobrym towarzyszem dla człowieka. Królik miniaturowy odniósł sukces i obecnie jest jednym z najpopularniejszych zwierząt domowych, głównie z uwagi na niewielkie wymaganie hodowlane i przyjacielskość w stosunku do ludzi.

## Charakterystyka
Długość ciała
35 do 40 cm plus 5,5 cm długości uszu (długość rasowych dorosłych miniaturek nie może przekraczać 5,5 cm).
Masa ciała
W zależności od rasy:
- gładkowłosy – między 800 a 1200 g
- lew – między 800 a 1200 g
- Mini Lop – między 1500 a 2000 g
- Rex – między 700 a 2000 g
- Angora – między 800 a 1400 g.

Barwa sierści
Bardzo zróżnicowana, od białej, przez kremową, brązową, niebiesko-białą i szarą, do czarnej. Występują także osobniki wielobarwne.
Barwa oczu
zazwyczaj ciemnobrązowa, zdarza się też niebieska, a u albinosów czerwona.
Długość życia miniaturek
Może osiągnąć wiek 10 lat (jednak przeciętnie żyje około 7 lat).
Długość ciąży
28–31 dni
Liczba młodych
Rasowe miniaturki około 4. Nierasowe małe króliki około 8, a większe do 12.
Dojrzałość płciowa
Samice 7 miesięcy, samce 5 miesięcy.
Odżywianie
Roślinożerca. Jednymi z najważniejszych składników diety każdego królika jest woda i siano, a także zróżnicowane zioła (na przykład babka lancetowata i szerokolistna, chaber bławatek czy tymotka). Popularne sklepowe karmy i kolby są bardzo szkodliwe – zawierają zboża, które otłuszczają narządy. Nawet krótkotrwała głodówka może się zakończyć nieodwracalnymi zmianami w układzie pokarmowym królika.
Aktywność
Noc i wcześnie rano
Pielęgnacja królika
Króliki krótkowłose np. rasa Rex czesze się raz na tydzień, natomiast długowłose należy czesać codziennie.
Usposobienie

Są zwykle łagodne, towarzyskie i pełne energii. Mogą być nieco nieśmiałe, zwłaszcza w obecności nowych bodźców. Regularna interakcja z ludźmi i innymi królikami jest konieczna dla ich dobrostanu psychicznego. Różnorodne zabawki, takie jak gałązki drzew owocowych, rury kartonowe czy drewniane gryzaki, dostarczają im stymulacji umysłowej i zaspokajają ich naturalne potrzeby gryzienia.
Wymagane warunki
Potrzebują odpowiednich warunków życia, by czuć się komfortowo. Wymagają one przestronnego wybiegu lub klatki z dostępem do czystej wody i świeżego siana. Podłoże powinno być miękkie i łatwo absorbujące wilgoć, np. trociny, papier czy włókniny. Klatkę należy zabezpieczyć przed większymi zwierzętami domowymi oraz zmiennymi warunkami pogodowymi, miniaturowe króliki są wrażliwe na nagłe zmiany temperatury. Ważne jest również zapewnienie im miejsc do ukrycia, takich jak drewniane domki czy kartonowe pudełka, które pozwolą im wykorzystać instynktowny odruch chowania.

## Rasy królików miniaturowych
Na przestrzeni lat zostało wyhodowanych blisko 100 różnych ras królików miniaturowych. Wśród nich można wyróżnić:
- rasy duże (np. belgijski olbrzym ważący do 10 kg i osiągający długość do 80 cm),
- rasy średnie (np. długowłosa angora ważąca do 5 kg),
- rasy małe (ważące średnio 2,5 kg),
- rasy zupełnie małe – tzw. karłowate (np. karzełek teddy dochodzący do max. 1,5–1,7 kg)[7].

Do ras królików miniaturowych zalicza się m.in.:
- królik Mini Lop
- królik Dwarf Hotot
- królik Netherland Dwarf
- królik lwi
- królik Holenderski
- grzywacz Afrykański
- królik długowłosy
- królik gładkowłosy
- królik himalajski
- królik baranek.

Do ras królików karłowatych zalicza się m.in.:
- hermelin niebieskooki
- hermelin czerwonooki
- karzełek perski pluszowy teddy – rasa nieuznana oficjalnie
- baranek perski pluszowy teddy – rasa nieuznana oficjalnie.